# شورای شهری
شورای شهری (انگلیسی: City council، عبری: עִירִיָּה‎، ت. «Iriya») عنوان رسمی یک شهر در سیستم دولت محلی اسرائیل است.
وزیر کشور می‌تواند عنوان شهر را به شهرداری اعطا کند، که معمولاً یک شورای محلی است و ماهیت آن شهری است و به عنوان داشتن مناطقی که برای کاربری‌های متمایز مانند مناطق مسکونی، تجاری و صنعتی منطقه‌بندی شده‌اند، تعریف می‌شود.
شهرداران و اعضای شوراهای شهر هر پنج سال یکبار انتخاب می‌شوند. در سال ۲۰۲۱، ۱۲ شورای شهر عربی در اسرائیل وجود داشت.